# Жорновка (Берестовицький район)
Жорновка (біл. Жорнаўка) — хутір в складі Берестовицького району Гродненської області, Білорусь. Хутір підпорядкований Канюхівській сільській раді, розташоване у західній частині області.